# Granč-Petrovce
Granč-Petrovce este o comună slovacă, aflată în districtul Levoča din regiunea Prešov. Localitatea se află la altitudinea de 450 m deasupra n.m., se întinde pe o suprafață de 3,17 km2 și în 2017 număra 600 de locuitori.

## Istoric
Localitatea Granč-Petrovce este atestată documentar din 1292.

## Demografie
| An:                | 1994 | 2004   | 2014   | 2024   |
| ------------------ | ---- | ------ | ------ | ------ |
| Număr de persoane: | 589  | 597    | 608    | 663    |
| Diferență:         |      | +1,35% | +1,84% | +9,04% |

| An:                | 2023 | 2024   |
| ------------------ | ---- | ------ |
| Număr de persoane: | 657  | 663    |
| Diferență:         |      | +0,91% |